# Velika zajeda
Velika zajeda je niz za svetlobo neprepustnih oblakov medzvezdnega prahu, ki leži med Osončjem in Strelčevim krakom. Leži približno 100 parsekov oziroma 300 svetlobnih let proč od Sonca. Oblaki vsebujejo za 1.000.000 Sončevih mas prahu in plazme (ocenjeno).

## Značilnosti
S prostim očesom je Velika zajeda videti kot temna proga, ki našo Galaksijo podolgem deli na dva dela (približno ⅓ njene dolžine). Veliko zajedo obdajata pasova zvezd.
Začne se v ozvezdju Laboda, nadaljuje preko Orla in Kačenosca, kjer zavije dol z Galaksije. Nanjo se vrne v Strelcu, kjer zastira galaktično središče in se konča v Kentavru.
Podobna proga prahu je vidna tudi v drugih galaksijah, kot sta Andromedina galaksija in NGC 891.

## Galerija
- Radijska slika središča Rimske ceste.
- Pogled na Rimsko cesto in Veliko zajedo iz Esinega Very Large Telescope v Cerro Paranal, Čile.
- Skrivnosten prstan, sestavljen iz goste in hladne snovi, v središču Rimske ceste.